# Eleccions provincials de Nova Caledònia de 2009

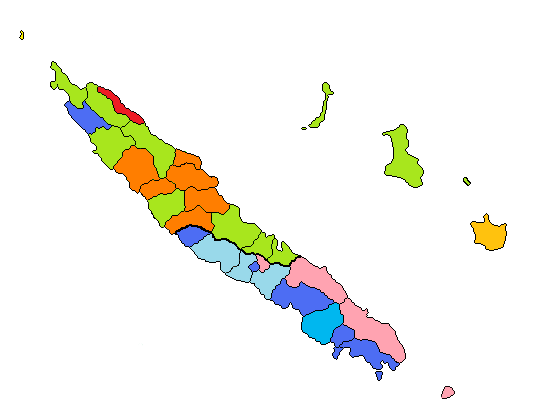
Color políti de la llista més votada per comuna :
Anti-independentistes: ■ - R-UMP
■ - CE
■ - AE
Independentistes: ■ - FLNKS
■ - UC
■ - Palika
■ - LKS
■ - PT
■ - FCCI

Les eleccions provincials de Nova Caledònia de 2009 es van dur a terme el 10 de maig de 2009 per a renovar el Congrés de Nova Caledònia i les assemblees provincials del Nord, Sud i les Illes Loyauté.

## Organització de l'escrutini
Les eleccions són per sufragi universal, l'òrgan electoral va ser integrat per la Llei Constitucional de 23 de febrer de 2007 que modifica l'article 77 de la Constitució francesa, pel qual poden votar els residents a Nova Caledònia des del 8 de novembre de 1998 i almenys una vegada que els seus fills van arribar a la majoria d'edat. Es parla d'"electorat congelat".
Aleshores hi havia 135.932 inscrits a aquesta llista electoral especials, d'ells 83.648 al Sud, 32.677 al Nord i 19 607 a les illes Loyauté. 18 206 inscrits de la llista general (poden votar a les eleccions presidencials, legislatives, europees i municipals, però resideixen a l'arxipèlag després de 1998) són exclosos de l'escrutini.
La votació, a una sola volta, hi participen llistes proporcionals plurinominals amb la norma de la més votada a cada província, amb un llindar del 5% per a obtenir almenys un escó a les Assemblees Provincials. Després, en proporció als vots obtinguts, són escollits per al Congrés un cert nombre d'electes de cada llista en proporció als vots.
El nombre d'escons és el següent:
- Assemblea de la Província del Sud: 40, incloent-32 que seuen al Congrés.
- Assemblea de la Província del Nord: 22, incloent 15 al Congrés.
- Assemblea de les illes Loyauté: 14, inclosos 7 al Congrés.

## Composició de les Cambres

### ElCongrés de Nova Caledònia
| Partit | Partit                     | Tendència             | Escons | %    | Canvis des de 2004 |
| ------ | -------------------------- | --------------------- | ------ | ---- | ------------------ |
|        | Reagrupament-UMP           | Anti-Independentista  | 13     | 24,1 | -3                 |
|        | Calédonie ensemble         | Anti-Independentista  | 12     | 22,2 | +12                |
|        | UNI-FLNKS                  | Independentista       | 8      | 14,8 | 0                  |
|        | Unió Caledoniana           | Independentista       | 7      | 13   | 0                  |
|        | Avenir ensemble            | Anti-Independentista  | 4      | 7,4  | -12                |
|        | Front Nacional             | Anti-Independentista  | 2      | 3,7  | -2                 |
|        | MCF                        | Anti-Independentista  | 2      | 3,7  | +2                 |
|        | LKS                        | Independentista       | 1      | 1,9  | 0                  |
|        | UC Renouveau               | Independentista       | 1      | 1,9  | 0                  |
|        | FDIL ex-FCCI               | Independentista       | 1      | 1,9  | +1                 |
|        | RPC                        | Anti-Independentista  | 1      | 1,9  | +1                 |
|        | LMD                        | Anti-Independentista  | 1      | 1,9  | +1                 |
|        | Dissidente Avenir ensemble | Independentista       | 1      | 1,9  | +1                 |
|        | FCCI                       | Independentista       | 0      | 0    | -1                 |
| Total  | Total                      | Total                 | 54     | 100  | 0                  |
|        | Anti-Independentistes      | Anti-Independentistes | 35     | 64,8 | -1                 |
|        | Independentistes           | Independentistes      | 19     | 35,1 | +1                 |

### LaProvíncia del Sud
| Parti | Parti                      | Tendance              | Escons | %    | Canvi des de 2004 |
| ----- | -------------------------- | --------------------- | ------ | ---- | ----------------- |
|       | Calédonie ensemble         | Anti-Independentista  | 16     | 40   | +16               |
|       | Reagrupament-UMP           | Anti-Independentista  | 13     | 32,5 | -3                |
|       | Avenir ensemble            | Anti-Independentista  | 3      | 7,5  | -16               |
|       | Front Nacional             | Anti-Independentista  | 3      | 7,5  | -2                |
|       | MCF                        | Anti-Independentista  | 2      | 5    | +2                |
|       | RPC                        | Anti-Independentista  | 1      | 2,5  | +1                |
|       | Dissident Avenir ensemble  | Independentista       | 1      | 2,5  | +1                |
|       | Dissident Reagrupament-UMP | Anti-Independentista  | 1      | 2,5  | +1                |
| Total | Total                      | Total                 | 40     | 100  | 0                 |
|       | Anti-Independentistes      | Anti-Independentistes | 39     | 97,5 | -1                |
|       | Independentistes           | Independentistes      | 1      | 2,5  | +1                |

### LaProvíncia del Nord
| Partit | Partit                     | Tendència             | Escons | %            | canvi des de 2004 |
| ------ | -------------------------- | --------------------- | ------ | ------------ | ----------------- |
|        | UNI-FLNKS : Palika RDO UPM | Independentista       | 11 9 1 | 50 40,9 4,55 | 0                 |
|        | Unió Caledoniana           | Independentista       | 7      | 31,8         | 0                 |
|        | Reagrupament-UMP           | Anti-Independentista  | 3      | 13,65        | 0                 |
|        | Avenir ensemble            | Anti-Independentista  | 1      | 4,55         | 0                 |
| Total  | Total                      | Total                 | 22     | 100          | 0                 |
|        | Independentistes           | Independentistes      | 18     | 81,8         | 0                 |
|        | Anti-Independentistes      | Anti-Independentistes | 4      | 18,2         | 0                 |

### La Província de lesIlles Loyauté
| Partit | Partit                | Tendència             | Escons | %    | Canvi després de 2004 |
| ------ | --------------------- | --------------------- | ------ | ---- | --------------------- |
|        | UC                    | Independentista       | 4      | 28,6 | 0                     |
|        | LMD                   | Anti-Independentista  | 2      | 14,3 | +2                    |
|        | Palika                | Independentista       | 2      | 14,3 | 0                     |
|        | LKS                   | Independentista       | 2      | 14,3 | 0                     |
|        | UC Renouveau          | Independentista       | 2      | 14,3 | 0                     |
|        | FDIL ex-FCCI          | Independentista       | 2      | 14,3 | +2                    |
|        | Reagrupament-UMP      | Anti-Independentista  | 0      | 0    | -2                    |
|        | FCCI                  | Independentista       | 0      | 0    | -2                    |
| Total  | Total                 | Total                 | 14     | 100  | 0                     |
|        | Independentistes      | Independentistes      | 12     | 85,7 | 0                     |
|        | Anti-Independentistes | Anti-Independentistes | 2      | 14,3 | 0                     |

## Resultats en detall
| Partit | Partit                                      | Vots   | %     | Escons al Congrés | Canvi des de 2004 | Canvi al Congrés sortint |
| ------ | ------------------------------------------- | ------ | ----- | ----------------- | ----------------- | ------------------------ |
|        | Reagrupament-UMP                            | 19 888 | 20,6  | 13                | -3                | 0                        |
|        | Calédonie ensemble                          | 16 253 | 16,83 | 10                | +10               | -2                       |
|        | Avenir ensemble-LMD Avenir ensemble LMD MCF | 11 308 | 11,71 | 6 5 1 0           | -10 -11 +1 0      | -1 +1 0 -2               |
|        | Unió Caledoniana                            | 11 247 | 11,65 | 8                 | +1                | +1                       |
|        | UNI-FLNKS Palika RDO UC Renouveau FDIL      | 10 162 | 10,52 | 8 7 0 1 0         | -1 0 -1 0         | -2 0 -1 0 -1             |
|        | Partit del Treball                          | 7 692  | 7,97  | 3                 | +3                | +3                       |
|        | FLNKS unitari Palika UC RDO UDC             | 5 342  | 5,53  | 3 1 0             | +3 +1 0           | +2 +1 -1                 |
|        | RPC                                         | 4 304  | 4,46  | 2                 | 0                 | +1                       |
|        | Ouverture citoyenne                         | 2 974  | 3,08  | 0                 | 0                 | 0                        |
|        | Front Nacional                              | 2 591  | 2,7   | 0                 | -4                | -2                       |
|        | LKS                                         | 1 852  | 1,92  | 1                 | 0                 | 0                        |
|        | Génération Destin commun                    | 1 215  | 1,26  | 0                 | 0                 |                          |
|        | Divers anti-independentistes                | 1 125  | 1,17  | 0                 | 0                 |                          |
|        | FCCI                                        | 605    | 0,6   | 0                 | -1                | 0                        |
| Total  | Total                                       | 96 558 | 100   | 54                |                   |                          |
|        | Anti-independentistes                       | 55 469 | 57,45 | 31                | -5                | -4                       |
|        | independentistes                            | 36 900 | 38,22 | 23                | +5                | +4                       |

### Província del Sud
| Parti | Parti                                         | Cap de llista          | Vots   | %     | Escons à l'Assemblea Provincial | Canvi des de 2004 | Canvi en l'assemblea sortint | Escons al Congrés | Canvi des de 2004 | Canvi en el Congrés sortant |
| ----- | --------------------------------------------- | ---------------------- | ------ | ----- | ------------------------------- | ----------------- | ---------------------------- | ----------------- | ----------------- | --------------------------- |
|       | Reagrupament-UMP                              | Pierre Frogier         | 17 290 | 28,54 | 15                              | -1                | +2                           | 12                | -1                | +1                          |
|       | Calédonie ensemble                            | Philippe Gomès         | 14 293 | 23,6  | 11                              | +11               | -5                           | 9                 | +9                | -3                          |
|       | Avenir ensemble-LMD Avenir ensemble LMD MCF   | Harold Martin          | 9 894  | 16,33 | 8 6 2 0                         | -11 -13 +2 0      | +3 +2 -2                     | 6 5 1 0           | -9 -10 +1 0       | +1 +2 +1 -2                 |
|       | FLNKS UC Palika RDO UPM UDC                   | Rock Wamytan           | 5 342  | 8,82  | 4 1 0                           | +4 +1 0           | +3 +1 -1                     | 3 1 0             | +3 +1 0           | +2 +1 0 -1                  |
|       | RPC                                           | Jacques Lafleur        | 4 304  | 7,11  | 2                               | +2                | +1                           | 2                 | +2                | +1                          |
|       | Ouverture citoyenne                           | Louis Mapou            | 2 974  | 4,91  | 0                               | 0                 | 0                            | 0                 | 0                 | 0                           |
|       | Front Nacional                                | Bianca Hénin           | 2 591  | 4,28  | 0                               | -5                | -3                           | 0                 | -4                | -2                          |
|       | Partit del Treball                            | Marie-Pierre Goyetche  | 2 227  | 3,68  | 0                               | 0                 | 0                            | 0                 | 0                 | 0                           |
|       | Génération Destin Commun                      | Jean-Raymond Postic    | 1 215  | 2     | 0                               | 0                 | 0                            | 0                 | 0                 | 0                           |
|       | Reagrupament Oceànic dins la Caledònia Plural | Mikaele Tuifua         | 443    | 0,73  | 0                               | 0                 | 0                            | 0                 | 0                 | 0                           |
|       | Divers anti-independentistes                  | Aucune liste présentée | 0      | 0     | 0                               | 0                 | -1                           | 0                 | 0                 | 0                           |
| Total | Total                                         | Total                  | 60 573 | 100   | 40                              |                   |                              | 32                |                   |                             |
|       | Anti-independentistes                         | Anti-independentistes  | 48 815 | 80,59 | 36                              | -4                | -3                           | 29                | -3                | -2                          |
|       | independentistes                              | independentistes       | 7 569  | 12,5  | 4                               | +4                | +3                           | 3                 | +3                | +2                          |

### Província del Nord
| Partit | Partit                   | Cap de llista         | Vots   | %     | Escons à l'Assemblea Provincial | Canvi des de 2004 | Canvi en l'assemblea sortint | Escons al Congrés | Canvi des de 2004 | Canvi al Congrés sortant |
| ------ | ------------------------ | --------------------- | ------ | ----- | ------------------------------- | ----------------- | ---------------------------- | ----------------- | ----------------- | ------------------------ |
|        | UNI-FLNKS Palika UPM RDO | Paul Néaoutyine       | 6 631  | 30,6  | 9 8 1 0                         | -2 -1 0 -1        | -2 -1 0 -1                   | 6 0               | -1 0 -1           | -1 0 -1                  |
|        | Unió Caledoniana         | Gilbert Tyuienon      | 6 420  | 29,63 | 8                               | +1                | +1                           | 5                 | 0                 | 0                        |
|        | Partit del Treball       | Rock Doui             | 2 593  | 11,97 | 3                               | +3                | +3                           | 2                 | +2                | +2                       |
|        | Reagrupament-UMP         | Léontine Ponga        | 2 044  | 9,43  | 1                               | -2                | -2                           | 1                 | -1                | -1                       |
|        | Calédonie ensemble       | Gérard Poadja         | 1 960  | 9,05  | 1                               | +1                | +1                           | 1                 | +1                | +1                       |
|        | Avenir ensemble          | Éric Babin            | 1 414  | 6,53  | 0                               | -1                | -1                           | 0                 | -1                | -1                       |
|        | FCCI                     | Léopold Jorédié       | 605    | 2,79  | 0                               | 0                 | 0                            | 0                 | 0                 | 0                        |
| Total  | Total                    | Total                 | 21 667 | 100   | 22                              |                   |                              | 15                |                   |                          |
|        | independentistes         | independentistes      | 16 249 | 74,99 | 20                              | +2                | +2                           | 13                | +1                | +1                       |
|        | Anti-independentistes    | Anti-independentistes | 5 418  | 25,01 | 2                               | -2                | -2                           | 2                 | -1                | -1                       |

### Illes Loyauté

#### Votació del 10 de maig de 2009 anulat
| Partit | Partit                                 | Cap de llista           | Vots   | %     | Escons à l'Assemblea Provincial | Canvi des d 2004 | Canvi en l'assemblea sortint | Escons al Congrés | Canvi des de 2004 | Canvi al Congrés sortant |
| ------ | -------------------------------------- | ----------------------- | ------ | ----- | ------------------------------- | ---------------- | ---------------------------- | ----------------- | ----------------- | ------------------------ |
|        | Unió Caledoniana                       | Néko Hnepeune           | 4 827  | 33,71 | 6                               | +2               | +2                           | 3                 | +1                | +1                       |
|        | UNI-FLNKS Palika UC Renouveau FDIL     | Jacques Lalié           | 3 531  | 24,66 | 4 2 1                           | 0 -1 +1          | -2 0 -1                      | 2 1 0             | 0                 | -1 0 -1                  |
|        | Partit del Treball                     | Louis Kotra Uregei      | 2 872  | 20,06 | 2                               | +2               | +2                           | 1                 | +1                | +1                       |
|        | LKS-Dinàmica autòctona                 | Nidoïsh Naisseline      | 1 852  | 12,93 | 2                               | 0                | 0                            | 1                 | 0                 | 0                        |
|        | Reagrupament-UMP                       | Michel Luepak           | 554    | 3,87  | 0                               | -2               | 0                            | 0                 | -1                | 0                        |
|        | LMD                                    | Hnawange Hnawange       | 516    | 3,6   | 0                               | 0                | -2                           | 0                 | 0                 | -1                       |
|        | Avenir ensemble-Calédonie ensemble-RPC | Egomë Bako              | 166    | 1,16  | 0                               | 0                | 0                            | 0                 | 0                 | 0                        |
|        | FCCI                                   | No presenten cap llista | 0      | 0     | 0                               | -2               | 0                            | 0                 | -1                | 0                        |
| Total  | Total                                  | Total                   | 14 318 | 100   | 14                              |                  |                              | 7                 |                   |                          |
|        | independentistes                       | independentistes        | 13 082 | 91,37 | 14                              | +2               | +2                           | 7                 | +1                | +1                       |
|        | Anti-independentistes                  | Anti-independentistes   | 1 236  | 8,63  | 0                               | -2               | -2                           | 0                 | -1                | -1                       |

#### Escrutini parcial del 6 de desembre de 2009,[8][9]
| Partit | Partit                                               | Cap de llista         | Vots   | %     | Escons a l'Assemblea Provincial | Canvi des de maig 2009 | Escons al Congrés | Canvi des de maig 2009 |
| ------ | ---------------------------------------------------- | --------------------- | ------ | ----- | ------------------------------- | ---------------------- | ----------------- | ---------------------- |
|        | Unió Caledoniana                                     | Néko Hnepeune         | 4 640  | 33    | 6                               | 0                      | 3                 | 0                      |
|        | Partit del Treball                                   | Louis Kotra Uregei    | 3 295  | 23,44 | 4                               | +2                     | 2                 | +1                     |
|        | LKS-Dinàmica autòctona                               | Nidoïsh Naisseline    | 1 975  | 14,05 | 2                               | 0                      | 1                 | 0                      |
|        | Unió per la Renovació UC Renouveau Palika diss. FDIL | Jacques Lalié         | 1 974  | 14,04 | 2 1 0                           | 0 +1 -1                | 1 0               | 0                      |
|        | Palika                                               | Charles Washetine     | 1 216  | 8,65  | 0                               | -2                     | 0                 | -1                     |
|        | «Les Îles pour tous»                                 | Simon Loueckhote      | 960    | 6,83  | 0                               | 0                      | 0                 | 0                      |
| Total  | Total                                                | Total                 | 14 060 | 100   | 14                              |                        | 7                 |                        |
|        | independentistes                                     | independentistes      | 13 100 | 93,17 | 14                              | 0                      | 7                 | 0                      |
|        | Anti-independentistes                                | Anti-independentistes | 960    | 6,83  | 0                               | 0                      | 0                 | 0                      |